# پاتر پلیس (آریزونا)
پاتر پلیس (به انگلیسی: Potter Place) یک منطقهٔ مسکونی در ایالات متحده آمریکا است که در آریزونا واقع شده است. پاتر پلیس ۱٬۶۹۳ متر بالاتر از سطح دریا واقع شده است.